# Billboard

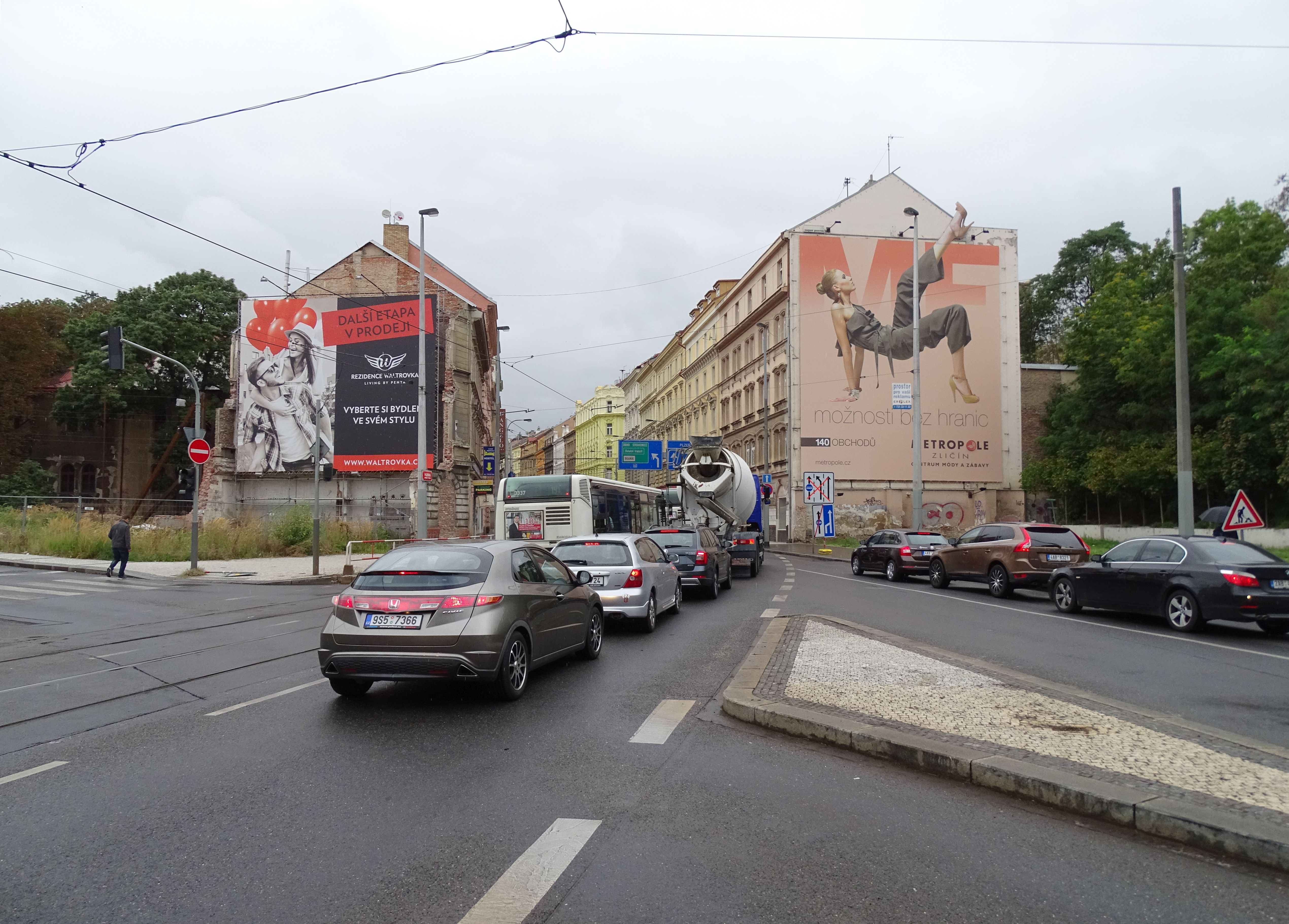
Reklamní billboardy na domech na Smíchově v Praze, 2015

Billboard je velká plakátovací reklamní plocha obvykle umístěná poblíž hlavních dopravních cest a na dalších místech, kde se obvykle vyskytuje hodně osob, tak aby přitáhla pozornost co největšího počtu lidí. Na velké ploše bývají umístěny jednoduché slogany spolu s výraznými obrazovými prvky. Billboardy bývají umístěny zejména podél frekventovaných silnic a dálnic, dále na nádražích, poblíž velkých obchodních center, někdy bývají také připevněny na stěnách budov apod. Slovo billboard vzniklo ze slova billing = plakátovací, plakátování a board = tabule, cedule, deska.

## Zákaz billboardů v Česku

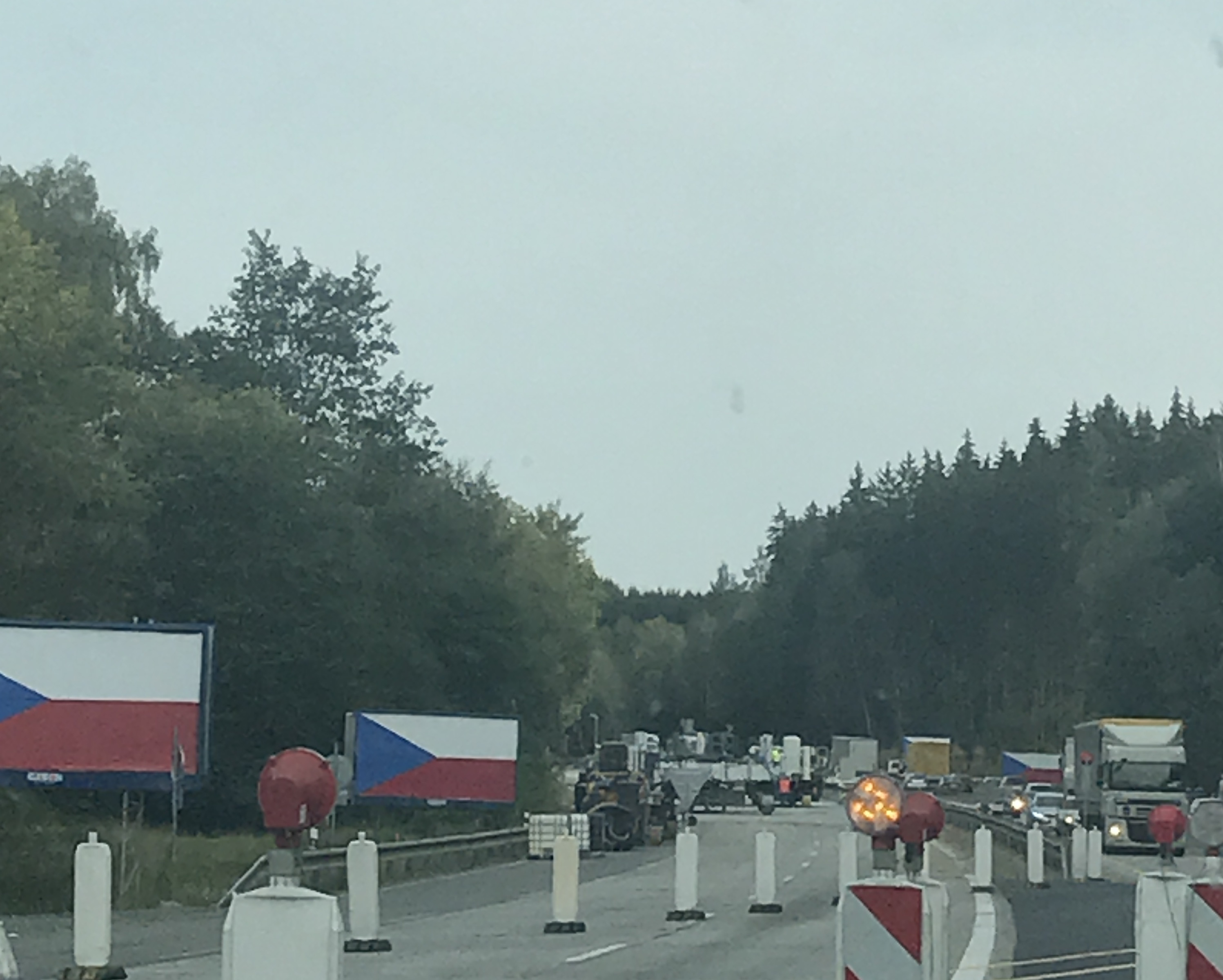
Protest majitelů billboardů proti odstraňování billboardů v Česku prostřednictvím vylepení vlajek, 2017 na dálnici D1

V Česku platí zákaz billboardů v ochranném pásmu dálnic (250 metrů) a silnic I. třídy (50 metrů) od 1. září 2017. Zákon se týká všech pozemků – státních i soukromých. Netýká se ale poutačů v souvisle zastavěném území, například ve městech. Již od roku 2012 měli kvůli novele majitelé informaci, aby je odstranili. Nicméně většina billboardů (přibližně tři tisíce) zůstala a po září 2017 je postupně musí odstraňovat Ministerstvo dopravy. Někteří majitelé na protest změnili jejich polep na českou vlajku, aby se právně hůř odstraňovaly.
V původním návrhu zákazu byla desetiletá lhůta na odstranění billboardů, ta však byla později zkrácen na pět let. Vládní návrh zákona nejprve schválila poslanecká sněmovna. Při projednávání zákona senátu prosadila senátorka Veronika Vrecionová změkčující pozměňovací návrh, a to zachovat billboardy u místních komunikací a silnic II. a III. třídy. Senát zákon vrátil zpět sněmovně. Zákon proti billboardům se tedy znovu vrátil do Sněmovny, kde byla v květnu 2012 novela zákona o pozemních komunikacích schválena.  Podle této novely billboardy měly od dálnic a silnic I. třídy nejpozději 1. září 2017. Z odhadovaných tří tisíců billboardů kolem dálnic a silnic I. třídy jich už většina v průběhu roku 2018 zmizela. Začátkem prosince 2018 bylo odstraněno 1712 nelegálních reklam, z toho 912 u dálnic. Odstranění billboardů z ochranného pásma dálnic a silnic první třídy považuje Kverulant.org za svůj velký úspěch. Od přijetí novely v roce 2012 do 2017 se billboardové firmy několikrát marně pokoušely působnost novely ještě odložit nebo zmírnit. 
V roce 2017 navrhla zrušení novely skupina senátorů. Senátoři ve svém návrhu na zrušení části zákona argumentovali tím, že zákaz billboardů je protiústavním vyvlastněním bez náhrady. Ústavní soud jejich návrh v únoru 2019 zamítl. Konstatoval, že úprava sleduje legitimní cíl a tím je veřejný zájem v podobě zvýšení bezpečnosti silničního provozu a ochrany života a zdraví jeho účastníků. Ústavní soud připomněl, že ačkoliv by z hlediska účelu bylo nejvhodnější přistoupit k okamžitému odstranění billboardů, zákonodárce vzal v úvahu i zájmy jejich vlastníků a po pečlivém zvážení střetu těchto zájmů formuloval přechodné ustanovení, kterým umožnil reklamní zařízení podle vydaných povolení provozovat ještě dalších pět let. Ústavní soud také konstatoval, že téměř po pěti letech od přijetí zákona a navíc těsně před koncem uplynutí lhůt stanovených pro splnění uložených povinností, lze návrh na zrušení zákona posuzovat jako účelový, ba dokonce překvapivý.

## Druhy billboardů
- statický
- billboard s proměnlivou plochou
- digitální
- mobilní

## Galerie

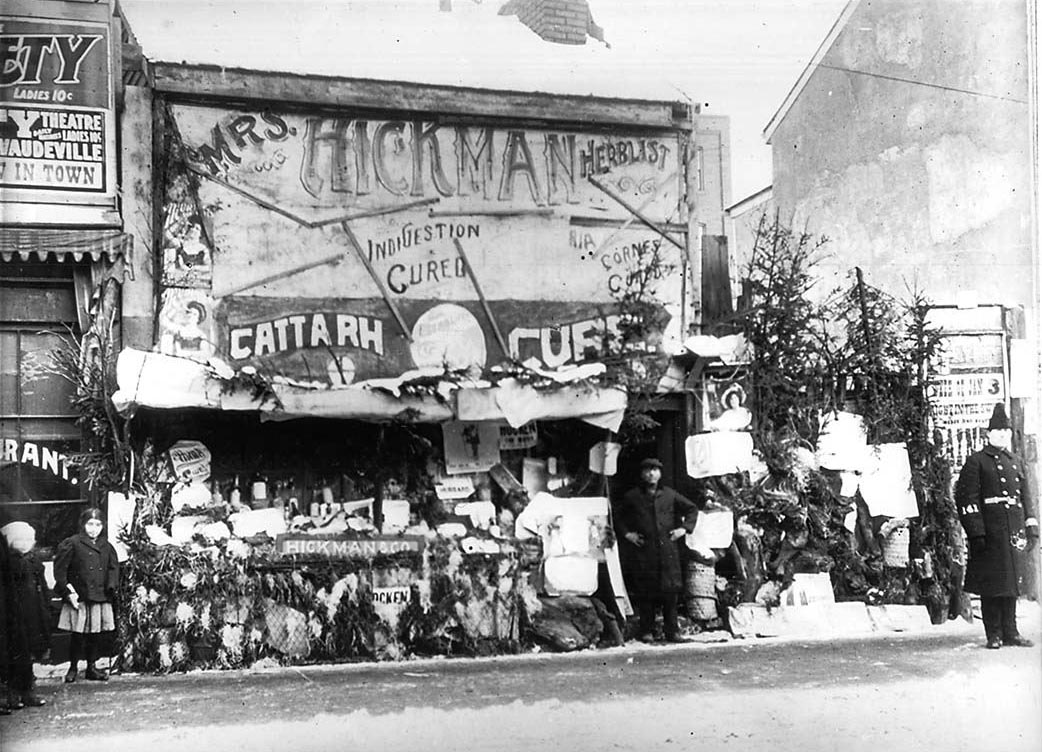
Toronto, 1910
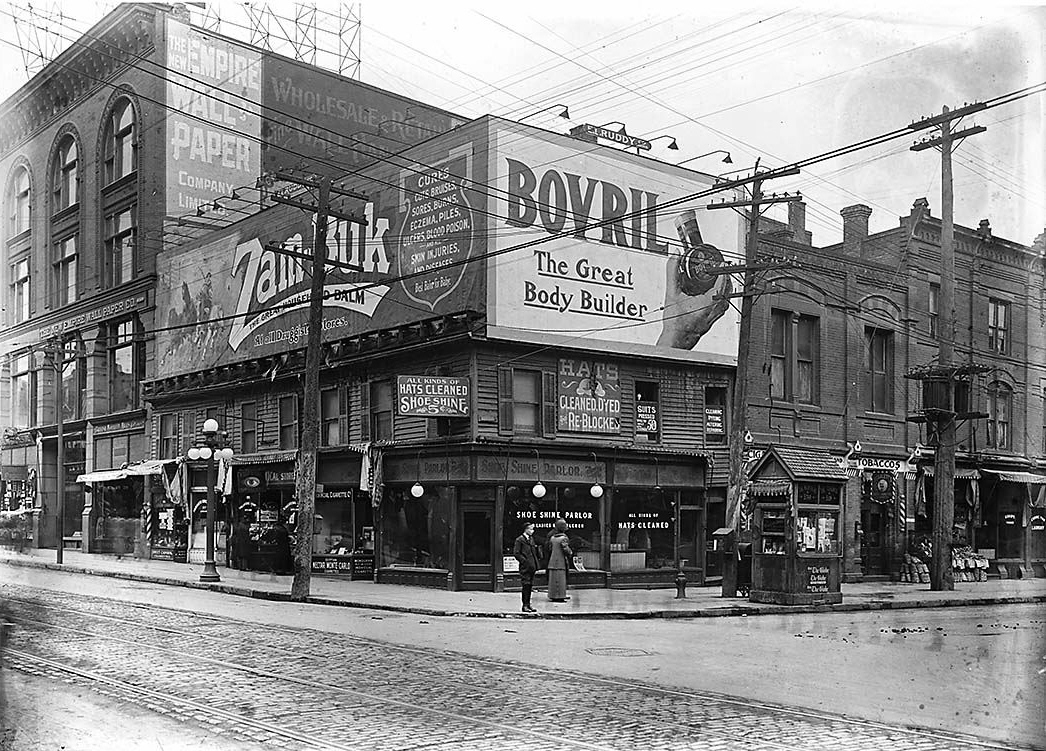
Toronto, 1912
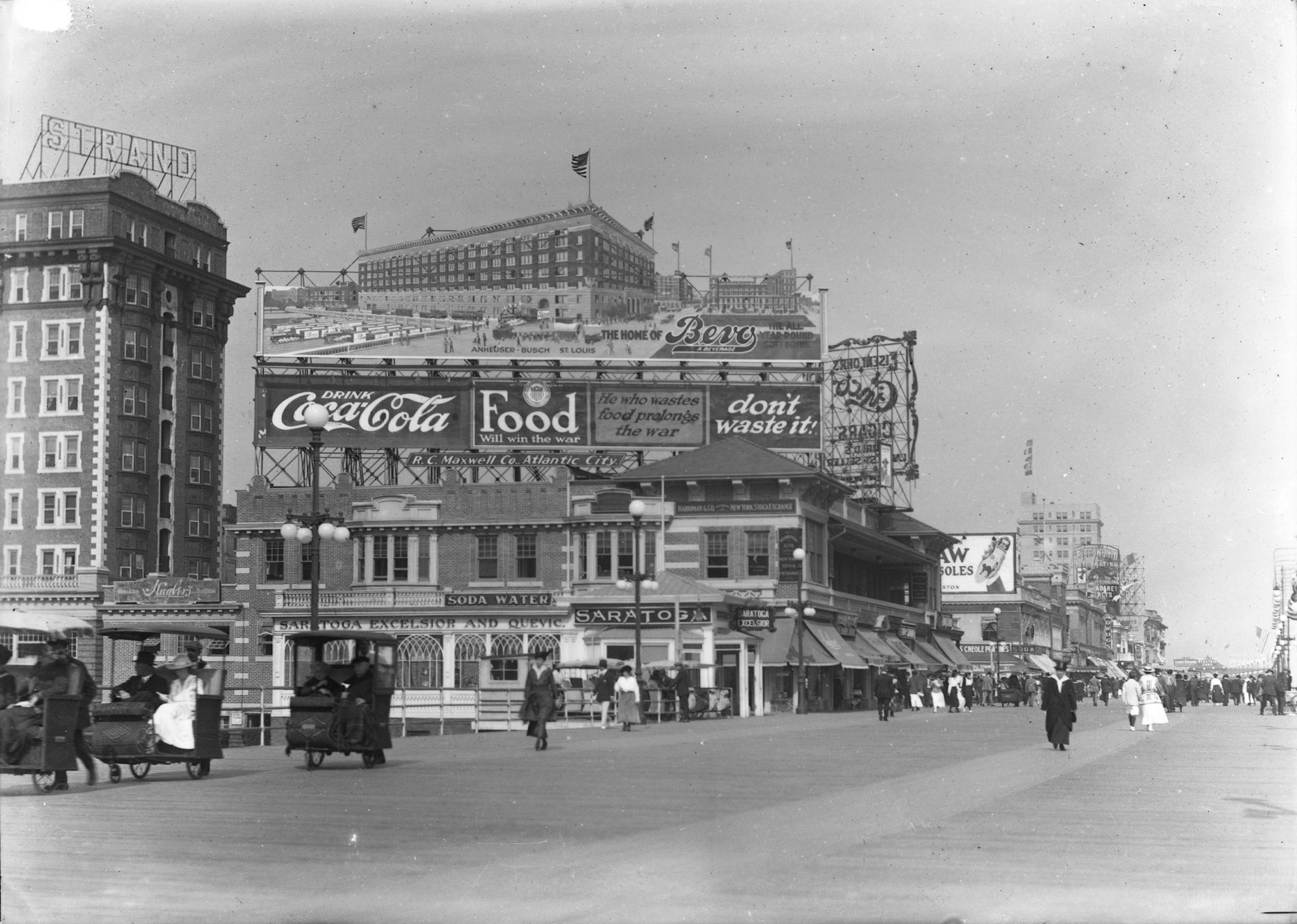
Atlantic City, New Jersey, 1917
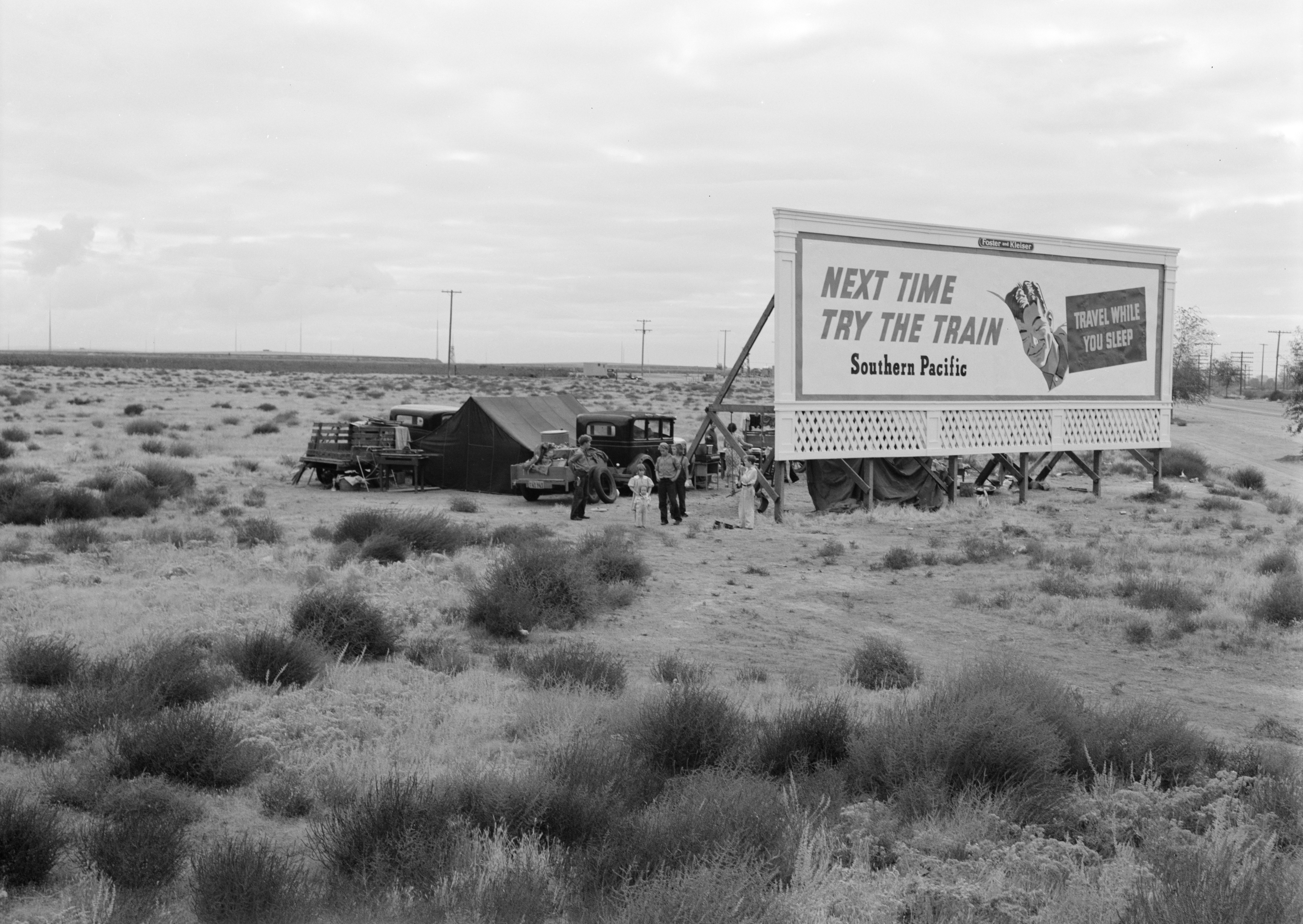
Billboard na železniční dopravu, Kalifornie, 1939
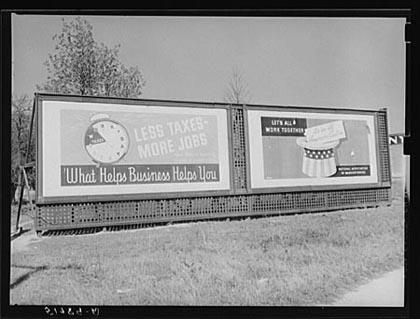
Americký politický billboard z roku 1939
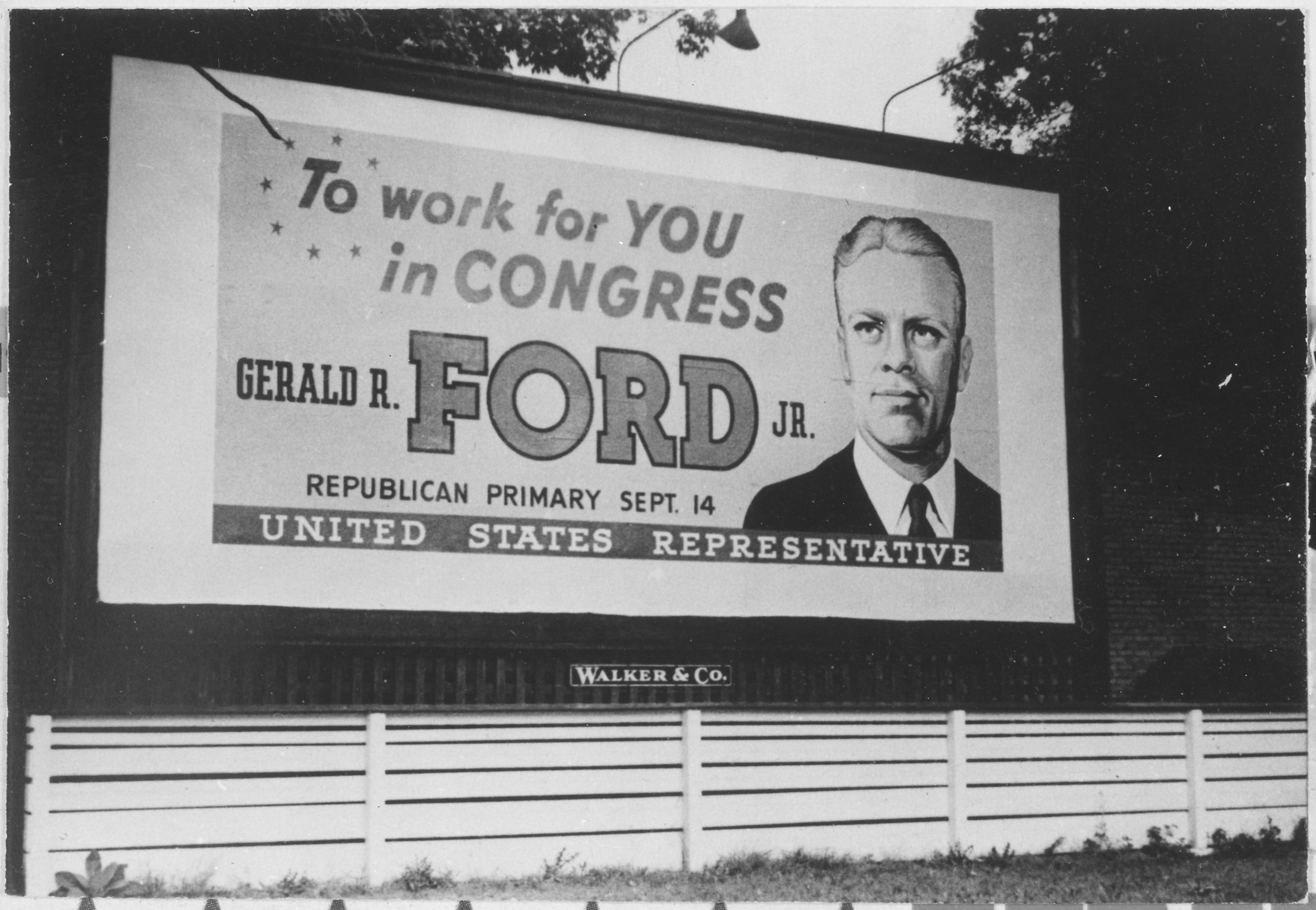
Billboard kandidatury Geralda Forda do Kongresu, USA, 1948
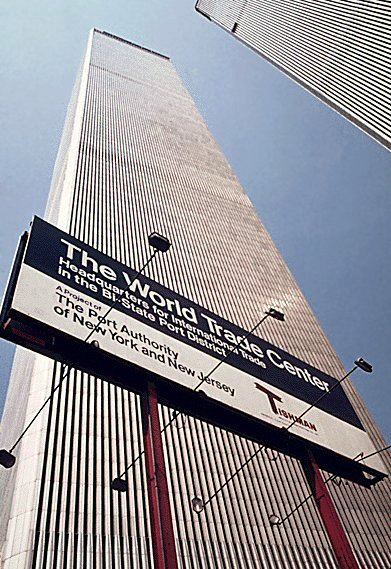
New York City, 1973
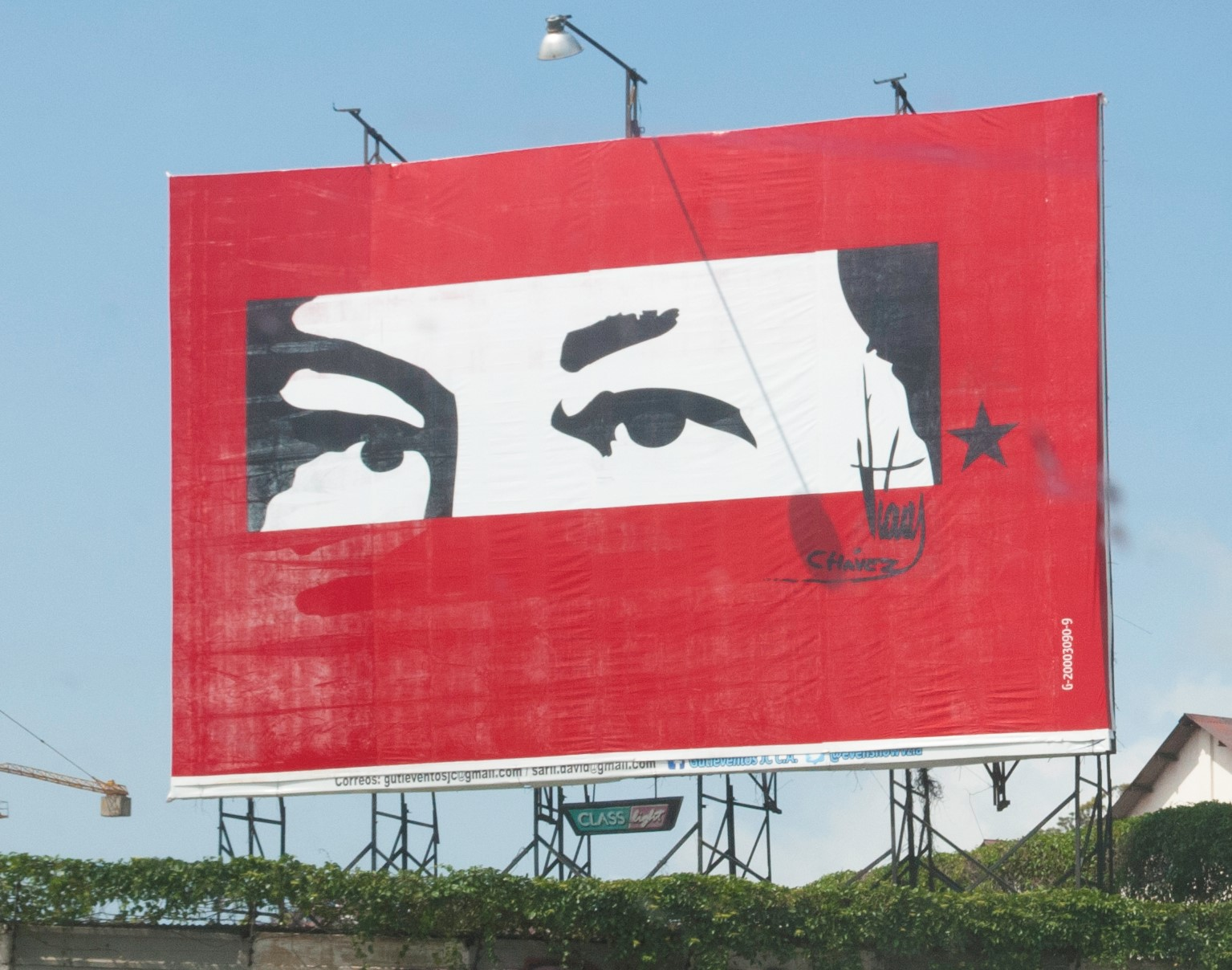
propagandistický billboard v Bolívii